# Sterigme
Sterigmele (gr. sterigma (στήριγµα) = suport) sunt ramificații scurte diferențiate care se formează pe condiofori și bazidii la ciuperci și poartă la extremitatea liberă conidii sau spori. La unele ciuperci (Aspergillus, Penicillium ș.a.) sterigmele sunt dispuse pe două nivele: sterigme de ordinul I, sterigme de ordinul II (fialide). Sterigmele au un rol important în diseminarea germenilor reproducători.